# Nagina
Nagina est un film indien réalisé par Harmesh Malhotra, sorti en 1986.
Ce film, qui repose sur la croyance indienne selon laquelle un serpent peut prendre l'apparence d'une jeune femme séduisante, met en vedette Rishi Kapoor, Sridevi et Amrish Puri.
Une suite, Nigahen: Nagina Part II, sort en 1989.

## Synopsis
Rajiv vient de finir ses études. C'est un jeune homme issu d'une très bonne famille et sa mère qui est veuve pense maintenant à le marier avec la fille d'un vieil ami de la famille. Au cours d'une de ses promenades, Rajiv se sent mystérieusement attiré par d'anciennes ruines qui ont appartenu à sa famille. Là il rencontre Rajni une mystérieuse jeune fille à laquelle il se sent immédiatement lié sans comprendre comment. Il l'épouse avec l'accord de sa mère, se créant ainsi de nombreux ennemis, tandis que le plus grand danger survient sous les traits d'un sadhu charmeur de serpents qui poursuit des buts étranges. Face à ses périls, Rajiv observe la conduite surprenante de sa femme. N'a-t-il pas réchauffé un serpent dans son sein ?

## Fiche technique
- Titre : Nagina
- Langue : Hindi
- Réalisation : Harmesh Malhotra
- Scénario : Jagmohan Kapoor
- Dialogues : Achala Nagar
- Musique : Laxmikant-Pyarelal
- Paroles : Anand Bakshi
- Pays : Inde
- Sortie : 1986

## Distribution
- Rishi Kapoor : Rajiv
- Sridevi : Rajni
- Amrish Puri : Bairo Nath